# جيش النرويج (فيرماخت)
القيادة العليا لجيش النرويج (بالألمانية: Armeeoberkommando Norwegen) هي مقر قيادة ألمانية تشكلت في ديسمبر 1940 خلال الحرب العالمية الثانية وضعت تحت إمرتها القوات الألمانية في شمال النرويج وفنلندا وتألفت هذه القوات من الفيلق 33 والفيلق 36 إضافة إلى فيلق المشاة الجبلي. انتهت قيادة جيش النرويج في ديسمبر 1944 بعد أن ضمت إلى الجيش الجبلي العشرين.